# Gevlekte muisspecht
De gevlekte muisspecht (Xiphorhynchus erythropygius) is een zangvogel uit de familie Furnariidae (ovenvogels).

## Verspreiding en leefgebied
Deze soort telt 5 ondersoorten:
- Xiphorhynchus erythropygius erythropygius: ZC- en ZW-Mexico.
- Xiphorhynchus erythropygius parvus: van Z-Mexico tot N-Nicaragua.
- Xiphorhynchus erythropygius punctigula: van Z-Nicaragua tot C-Panama.
- Xiphorhynchus erythropygius insolitus: van O-Panama tot NW-Colombia.
- Xiphorhynchus erythropygius aequatorialis: van W-Colombia tot ZW-Ecuador.